# Бардін Павло Гаррійович
Павло Гаррійович Бардін (* 10 жовтня 1975, Москва, Російська РФСР) — російський режисер, син режисера-мультиплікатора Гаррі Бардіна.

## Життєпис
Закінчив факультет журналістики МГУ за спеціальністю «телевізійна журналістика» (1998); «режисер кіно і телебачення» вищих курсів сценаристів і режисерів (майстерня О. Мітти, 2000). Працював журналістом інформаційно-аналітичних телепрограм РТР, ТВ-6, НТВ (1992–2000), шеф-редактором «Известия-Медіа» (2000–2002), програми «Сьогодні в 22:00», ток-шоу «Свобода слова» на НТВ (2003).
У лютому 2013 року виступив проти закону про заборону так званої «пропаганди гомосексуальності» в Росії, назвавши його антинауковим і антигуманним, а підтримку таких ініціатив — ознакою фашистської держави.
У березні 2014 підписав лист «Ми з Вами!» на підтримку України.
28 серпня 2014 року засудив дії Росії на території України, опублікувавши антивоєнну заяву: «Офіційно проти війни. Я відмовляюсь брати участь у заходах державних органів, припиняю членство у громадських організаціях, не даю інтерв'ю державним ЗМІ — поки йде війна. Це моє власне відерко води на голову владі, що забрехалась».
У травні 2018 підтримав українського режисера Олега Сенцова, незаконно ув'язненого у Росії